# La nuit nous appartient (émission de télévision)
Cet article concerne l'émission de télévision La nuit nous appartient. Pour le film, voir La nuit nous appartient.
La nuit nous appartient, également connue son le sigle LNNA, est une émission de télévision française diffusée du 23 octobre 2009 au 30 décembre 2012 sur NRJ 12 et Comédie+, présentée par Mustapha El Atrassi et produite notamment par Tout sur l'écran.
Mustapha El Atrassi reçoit des invités sur son plateau avec lesquels il brosse l'actualité de la semaine. La nuit nous appartient à la particularité d'être diffusée sur deux chaînes à la fois (Comédie+ et NRJ 12).
Le 13 décembre 2012, Mustapha El Atrassi annonce sur son compte Twitter officiel sa volonté d’arrêter l'émission pour se consacrer à la scène, tandis que d'autres sources affirment que c'est une décision de NRJ 12.
L'émission était tournée au Moulin-Rouge, comme toutes les émissions produites par  Tout sur l'écran à l'époque.